# اندبیل (خلخال)
اَندَبیل روستایی است که در شهرستان خلخال،اردبیل،ایران واقع شده است.

## موقعیت جغرافیایی
روستای 'اَندَبیل' در ۳ کیلومتری شهرستان خلخال در جنوب استان اردبیل قرار دارد. این روستا با وسعتی معادل دو هزار و دویست (۲۲۰۰) هکتار از شمال غرب به روستای علی‌آباد، از شرق به ارتفاعات خانقاه و باغرو، از جنوب شرق به روستای خانقاه سادات و از غرب و جنوب غرب به شهر خلخال محدود می‌شود.

## آب و هوا
آب و هوای این روستا در تابستان معتدل ودرگرمترین روزهای تابستان حدود بیست درجه سانتیگراد و در زمستان سرد است.

## تاریخچه
از آنجایی که حوزه جغرافیایی خلخال از جمله قلمروهای تاریخی آذربایجان است و در کتاب‌های جغرافیایی و تاریخی سده‌های دوم و سوم هجری قمری از جمله در کتاب حدود العالم من المشرق الی المغرب نیز به شهر خلخال اشاره شده و از شهرهای آذربایجان به‌شمار آورده، لذا روستای اندبیل دارای سابقه طولانی سکونت می‌باشد. از طرف دیگر وجود آثار و بقایای قلعه کُفو و آتشکده آن، در محدوده ارتفاعات تفرجگاهی اندبیل (ارتفاعات دره بنات) نیز گواه بارزی بر قدمت طولانی روستای اندبیل است.

## معماری
اندبیل روستایی کوهپایه‌ای با بافت مسکونی متراکم است. این روستا در شیبی ملایم استقرار یافته و کوچه‌های پیچ در پیچی دارد، که نهر آب از میان آن‌ها می‌گذرد. معابر روستا با درختان فراوان به شکل کوچه باغ‌هایی درآمده‌اند که طراوت و زیبایی کم‌نظیری را به نمایش می‌گذارند.
منظره ساختمان‌های روستا با سقف‌های شیروانی و دیوارهای گلی همرنگ طبیعت، نشانگر کمال درآمیختگی فضای روستا با محیط طبیعی اطراف است. خانه‌های ساکنین روستا از نوع فعالیت آنان شکل گرفته و از معیشت آنان تأثیر پذیرفته‌است. 

## گردشگری
جنگل‌های بلوط و ممرز و بوته‌های تمشک ونسترن که به صورت متراکم در شمال روستا گسترده شده‌اند یکی از جلوه‌های بسیار زیبای طبیعی روستا به‌شمار می‌روند. اقلیم زیستی بی‌همتا وگیاهان متنوع داروئی و زیبا و چشم‌انداز این جنگل‌ها به خصوص در بهار، تابستان و پاییز با رنگ‌های الوان، زیبایی سحرانگیزی دارند که هر دوست‌دار طبیعت را به سوی خود جذب می‌کنند. چشمه بیله دیر، با اب ذلال ودائمی که از ارتفاعات بنات سرچشمه می‌گیرد طراوت وزیبائی خاصی به منطقه بخشیده‌است. پرواز شاهین‌ها پوشش ابر و مه که در تابستانها به‌طور مرتب تکرارمی شود و نسیم فرح بخش فصل تابستان باعث جذب گردشگران فراوان کشوری و محلی به تفرجگاه گردیده‌است.
طرح احداث مجتمع تفریحی، ورزشی اقامتی اندبیل که شامل تله کابین،هتل و امکانات ورزشی در فضاهای باز و سرپوشیده می‌باشد در حوالی آن در جریان است. فاصله تفرجگاه تا ابگرم کوثر پنج کیلومتر می‌باشد ودارای پتانسیل فراوان گردشگری است و باتوجه به احداث راه جدید سرچم اردبیل وراه آهن که از کنار خلخال عبور می‌کند قابلیت آن را دارد که به قطب جدید گردشگری تبدیل شود.

## رودخانه اندبیل
«رودخانه اندبیل چایی ازسرشاخه‌های رودخانه هروآباد است که از کوه‌های سراخانی، خانقاه داغی و باغرو سرچشمه می‌گیرد وپس از مشروب کردن اراضی روستای اندبیل به رودخانه هروآباد می‌پیوندد. کرانه‌های این رودخانه در فصل تابستان محل مناسبی جهت گذران اوقات فراغت است و مردم و خانوارهای گردشگر در سواحل مناسب این رودخانه چادر برپا می‌کنند و به استراحت می‌پردازند.».

## تفرجگاه بیلدیر بولاغی
«تفرجگاه اندبیل که بیشتر به چشمه بیلدیر (بیلدیر بولاغی ) معروف است در پنج کیلومتری شرق مرکز شهرستان خلخال ، در محدوده روستای اندبیل و در کوهپایه های تالش قرار گرفته و دارای بوته زارهای جنگلی و چشمه سارهای پر آب و زلالی است.این منطقه سر سبز و زیبا وعده گاه طبیعت گردان و علاقه‌مندانی است که همه ساله در فصول گرم سال مسیر قدیمی و زیبای پیاده روی خلخال تا اسالم را با پای پیاده از اینجا شروع می کنند و با طی این مسیر از زیباییهای آن استفاده کرده و لذت می برند. دراین منطقه چشمه آب بزرگ و وسیعی وجود دارد که آب خنکی درحجم زیاداز دل زمین می جوشد و بلافاصله به رودخانه بزرگی تبدیل می شودوازغرب به شرق جاری می گردد. چشمه بیلدیر از ارتفاعات بالای دره بنات می‌جوشد و از طریق آبراهی که به صورت پلکانی ساخته شده جاری می‌شود. این آبراهه یکی از دیدنی‌ترین چشم‌انداز روستایی اندبیل محسوب می‌شود.این چشمه و حواشی آن تفرجگاه مناسبی برای گردشگران است و چون به صورت پلکانی ساخته شده است جلوه زیبایی دارد.درسنوات اخیر با ایجاد تاسیسات رفاهی لازم منطقه بیلدیر رابه تفرجگاه زیباییی تبدیل کرده اند و با راه اندازی جشنواره مجسمه های یخی وبازی های زمستانی بررونق آن افزوده اند.».

## جشنواره زمستانی اندبیل
هرساله با توجه به موقعیت جغرافیایی منطقه، از طرف سازمان میراث فرهنگی استان اردبیل، جشنواره زمستانی شامل ساخت آدم‌برفی، پیست اسکی و غذاهای زمستانی در این منطقه برگزار می‌گردد.

## اقتصاد اندبیل
کشاورزی و دامپروری از شغلهای مردم این منطقه می‌باشد. وجود باغات میوه از قبیل سیب، گیلاس، گلابی، آلبالو و … از برخورداریهای این روستا می‌باشد. وجود جاذبه‌های زیبا منطقه و احداث اتوبان جدیدالاحداث اردبیل-زنجان-تهران از سمت جنوب استان سبب افزایش گردشگر در این منطقه بکر گردیده‌است.

## لباس محلی
از گذشته‌های دور موسیقی با طبیعت روستای اندبیل درآمیخته است. استفاده از انواع آواها و آهنگ‌ها در مراسم عروسی و جشن‌ها از خصوصیات بارز موسیقی این روستاست. جشن عروسی گاهی چندین روز ادامه می‌یابد و عاشیق‌های محلی انواع آوازهای عاشیقی را در این مراسم به اجرا درمی‌آورند. 
اجرای انواع موسیقی آذربایجانی از قبیل مقامات و آواز، ترانه‌ها، ریتم‌ها و رقص‌های مردم از ویژگی‌های عروسی مردم روستاست. پوشاک غالب مردان روستا ماند مردم شهر، کت و شلوار است. تعدادی از مردان کلاه خاصی که از پشم یا نخ بافته می‌شود بر سر می‌گذارند. اما لباس غالب زنان روستا برخلاف مردان کاملاً محلی است.
زنان به جای دامن شهری، دامن چین‌دار (شلیته) می‌پوشند و پیراهن گلدار بلندی که تا پایین دامن می‌افتد به تن می‌کنند و کُتی را که به آن یَل می‌گویند از روی پیراهن می‌پوشند و با «یایلیق» (روسری) سر خود را می‌پوشانند. رنگ پیراهن معمولاً سفید گلدار یا به رنگ روشن است. زنان و دختران روستا از چادر استفاده نمی‌کنند، مگر اینکه بخواهند به مراسم رسمی عزاداری بروند یا در ایام خاصی برای مراسم ویژه عازم مسجد شوند. لباس کودکان نیز مانند لباس‌های کودکان شهری است. انواع غذاهای محلی آبگوشت، کوفته، کباب و انواع خورشت‌ها در روستا تهیه می‌شود. استفاده از برنج نیز در روستای اندبیل رایج است. در این روستا مواد لبنی همچون شیر، پنیر، ماست و کره به وفور یافت می‌شود. انواع ماهی و آش نیز در اندبیل طبخ می‌شود.